# 阿納穆斯鎮區 (北達科他州麥克亨利縣)
阿納穆斯鎮區（英語：Anamoose Township）是位於美國北達科他州麥克亨利縣的一個鎮區。

## 地方資料
阿納穆斯鎮區的面積為91.87平方千米，當中陸地面積為90.82平方千米，而水域面積為1.05平方千米。根據2020年美國人口普查的數據，當地共有人口42人，而人口密度為每平方千米0.46人。